# San Yu Htwe
San Yu Htwe, född 14 oktober 1986, är en burmesisk bågskytt. Hon deltog vid olympiska sommarspelen 2016.